# Jim Bohlen
Pour les articles homonymes, voir Bohlen.
Jim Bohlen, né le 4 juillet 1926 à New York (États-Unis) et mort le 5 juillet 2010 à Comox (Canada), est un ancien ingénieur et un militant écologiste. Il est l'un des fondateurs de Greenpeace en 1971 après le mouvement « Don't Make a Wave Committee » à Vancouver. Américain d'origine il demanda la nationalité canadienne.